# Resolução de imagem
Resolução de imagem descreve o nível de detalhe que uma imagem comporta. O termo se aplica igualmente a imagens digitais, imagens em filme e outros tipos de imagem. Resoluções mais altas significam mais detalhes na imagem.
A resolução de imagem pode ser medida de várias formas. Basicamente, a resolução quantifica quão próximas as linhas podem ficar umas das outras e ainda assim serem visivelmente determinadas. As unidades de resolução podem ser ligadas a tamanhos físicos (por exemplo, linhas por mm, linhas por polegada etc.) ou ao tamanho total de uma figura (linhas por altura da imagem, também conhecidas simplesmente por linhas ou linhas de televisão). Ademais, pares de linhas são usados frequentemente em vez de linhas individuais. Um par de linhas é constituído de uma linha apagada e uma linha acesa adjacentes, enquanto "linhas" contam ambas as linhas apagadas e acesas. Uma resolução de dez linhas por mm significa cinco linhas apagadas alternando com cinco linhas acesas, ou cinco pares de linhas por mm. As resoluções de lentes fotográficas e filmes são mais frequentemente citadas como pares de linhas por mm.

## Resolução de imagem em monitores CRT
Um televisor ou monitor CRT com 525 linhas de varredura produz uma imagem com ligeiramente menos que 525 linhas de televisão de resolução. A relação entre as linhas de resolução e o número de linhas de formato é conhecido como Fator Kell, em homenagem a Raymond D. Kell, que elaborou os detalhes da resolução visual em sistemas de varredura na RCA (Radio Corporation of America), na década de 1930.

## Resolução em pixels
O termo resolução é frequentemente usado como uma contagem de pixels em imagens digitais, ainda que os padrões norte-americanos, japoneses e internacionais especifiquem que isso não deve ser usado, ao menos no campo das câmeras digitais. Uma imagem de N pixels de altura por N pixels de largura pode ter qualquer resolução inferior a N linhas de altura da imagem ou N linhas de TV. Mas, quando a contagem de pixels é referenciada como resolução, a convenção é descrever a resolução em pixels como o conjunto de dois números positivos inteiros, em que o primeiro número é a quantidade de colunas (largura) de pixels e o segundo é número de linhas (altura) de pixels; algo como 640 X 480, por exemplo.
Outra convenção popular é citar a resolução como a quantidade total de pixels na imagem, tipicamente informada como o número de megapixels, os quais podem ser calculados multiplicando-se as colunas de pixels pelas linhas de pixels e dividindo-se o resultado por um milhão. Outras convenções incluem descrever pixels por unidade de comprimento ou pixels por unidade de área, tais como pixels por polegada ou por polegada quadrada. Nenhuma dessas resoluções em pixels são resoluções de verdade, mas elas são amplamente citadas como tal; servem como limite superior em resolução de imagem.
Abaixo está uma ilustração de como a mesma imagem pode aparecer em diferentes resoluções de pixels, se os pixels forem pobremente renderizados como quadrados. Normalmente, uma reconstrução suave da imagem a partir dos pixels seria preferível, mas para efeito didático, os quadrados ilustram melhor a situação.

## Resolução em várias mídias
- DVDs têm, 480 (NTSC) ou 576 (PAL e SECAM) linhas (ou linhas de televisão, ou linhas por altura de imagem). Não existe DVD PAL-M: no Brasil os DVDs são NTSC.
- A HDTV, cuja proporção de tela é 16:9 (widescreen), tem 720 (1280x720) ou 1080 (1920x1080) linhas.
- O filme fotográfico de 35 mm é escaneado para lançamento em Blu-ray, HD DVD, 4K e cinema IMAX.
- O negativo do filme fotográfico de 35 mm utilizado no cinema pode apresentar uma resolução de cerca de 6000 linhas.
- O filme positivo de 35 mm usado na projeção cinematográfica tem cerca de 2000 linhas, resultantes da impressão análoga do negativo de um interpositivo, e possivelmente um internegativo, e de uma projeção positiva.
- Os filmes mais recentes são escaneados em 4000 linhas, o que é denominado escaneamento 4K, antecipando futuros avanços na projeção digital ou resoluções mais altas em monitores de tela plana.